# Arachnomura adfectuosa
Arachnomura adfectuosa är en spindelart som beskrevs av Galiano 1977. Arachnomura adfectuosa ingår i släktet Arachnomura och familjen hoppspindlar. Inga underarter finns listade i Catalogue of Life.